# Renato Gazmuri
Renato Gazmuri Schleyer (15 de enero de 1943-Santiago, 29 de mayo de 2018)fue un ingeniero agrónomo, subsecretario de Agricultura de la dictadura militar encabezada por Augusto Pinochet, primer Superintendente de Pensiones de Chile.

## Primeros años de vida
Hijo de Renato Gazmuri Ojeda y Olivia Schleyer Gazmuri. Estudió en el Saint George's College y posteriormente se recibió de Ingeniero agrónomo de la Universidad de Chile, promoción 1964.

### Matrimonios e hijos
Contrajo matrimonio con Ana Vieyra, con quien tuvo cuatro hijas: Ana María, María Eugenia, María Soledad y María Victoria. Y en segundas nupcias, con Susana Stein: María Susana y Renato.

## Vida profesional
Desde 1975 fue designado como subsecretario de Agricultura de la dictadura militar encabezada por Augusto Pinochet. El 10 de diciembre de 1980 fue designado en carácter de interino como Superintendente de la Superintendencia de Fondos de Pensiones. Es el primer superintendente de Pensiones que tuvo Chile.

## Vida política
Militante de Renovación Nacional hasta 2003, postuló sin éxito por un cupo como senador en las elecciones parlamentarias de 1989.

## Historial electoral

### Elecciones parlamentarias de 1989
- Elecciones Parlamentarias de 1989 a Senador por la Circunscripción 12, (Biobío Costa)[5]

| Candidato                   | Pacto                          | Partido | Votos   | %     | Resultado |
| --------------------------- | ------------------------------ | ------- | ------- | ----- | --------- |
| Arturo Frei Bolívar         | Concertación por la Democracia | PDC     | 195.766 | 38,12 | Senador   |
| Luis Maira Aguirre          | Unidad para la Democracia      | PAÍS    | 124.884 | 24,32 |           |
| Eugenio Cantuarias Larrondo | Democracia y Progreso          | UDI     | 83.663  | 16,29 | Senador   |
| Renato Gazmuri Schleyer     | Democracia y Progreso          | RN      | 74.245  | 14,46 |           |
| Fidel Reyes Castillo        | Alianza de Centro              | ILD     | 34.964  | 6,81  |           |